# Prevzetnost in pristranost
Roman Prevzetnost in pristranost (angleško Pride and Prejudice) angleške pisateljice Jane Austen, v literaturi zavzema posebno mesto. Niti še ni imela 21 let, ko je napisala ljubezenski roman, ki pa ga je v kasnejših letih izpopolnila do končne oblike in ga izdala leta 1813. Po zgodbi so posneli tudi več celovečernih filmov in nadaljevank.

## Vsebina
Prevzetnost pooseblja Darcy, pristranost pa Elizabeth, glavna junaka romana.
Skozi oči Elizabeth Bennet si ogledamo življenje plemstva na angleškem podeželju na prelomu iz 18. v 19. stoletje, predvsem položaj žensk, katerih usoda je bila odvisna od položaja družine in izbire partnerja. Poroka je pomenila višji status ženske, kar je prikazano v prizoru, ko se Lydia vrne domov in iz častnega sedeža pri mizi izrine še neporočeno najstarejšo sestro Jane. Najlepši in najbolj bistri izmed petih sestra sta prav Jane in Elizabeth, a do sedaj se je vsak snubec hitro umaknil, ko je spoznal družinske razmere. V družini je bilo pet hčera in vsak, ki bi vzel najstarejšo, bi tvegal, da bi moral po očetovi smrti poskrbeti še za mater in preostale neporočene sestre. Očetovo premoženje je bilo namreč »fidejkomis«, ki ga deduje izključno moški potomec.
Kljub temu, da tvega revščino, se Elizabeth odreče poroki z bratrancem Collinsom, ki bo podedoval posest. Opredeli se za zakon s partnerjem, ki ga bo cenila in spoštovala, zato najprej zavrne tudi snubca Darcyja.

## Glavne osebe
- Elizabeth Bennet je junakinja zgodbe. Je druga hčerka gospoda in gospe Bennet in očetova najljubša hči zaradi svoje senzibilnosti.
- Gospod Darcy je junak zgodbe. Premožen, prevzeten in ponosen, na začetku zgodbe gleda zviška na Elizabeth in njeno družino, vendar se kasneje premisli.
- Jane Bennet, najstarejša hči gospoda in gospe Bennet. Z Elizabeth sta očetovi najljubši hčerki.
- Gospod Bingley, prijatelj gospoda Darcyja. Gospod Bingley se priseli na posestvo Netherfield blizu družine Bennet in postane njihov sosed, kar gospa Bennet vidi kot idealno priložnost, da poroči eno svojih hčera.
- Mary, Kitty in Lydia Bennet, mlajše sestre Jane in Elizabeth. Kitty in Lydia sta nespametni in ravnata hitro in nepremišljeno, za razliko od Mary, ki je knjižni molj, resna in bolj zaprta vase.
- Gospod in gospa Bennet. Gospe Bennet je najpomembnejša stvar v življenju da poroči svojih pet hčera.
- Gospod Collins, bratranec gospoda Benneta. Ob smrti gospoda Benneta bi podedoval posestvo družine.
- Caroline Bingley, mlajša, neporočena sestra gospoda Bingleya.
- Charlotte Lucas, prijateljica Elizabeth in soseda družine Bennet.
- Gospa Catherine de Bourgh, teta gospoda Darcyja
- Gospod Wickham, oficir

## Priredbe
- Najnovejši film je bil posnet leta 2005 po režiji Joe Wright. Glavne vloge igrajo Keira Knightley kot Elizabeth, Matthew Macfayden kot g. Darcy, Judi Dench kot gospa de Borough in Donald Sutherland kot g. Bennet.
- BBC je leta 1995 produciral nadaljevanko zgodbe po režiji Andrewa Daviesa, v katerem igrata glavni vlogi Jennifer Ehle kot Elizabeth in Colin Firth kot g. Darcy.
- V filmu iz leta 1980, ki ga je produciral BBC, igrata glavni vlogi Elizabeth Garvie kot Elizabeth in David Rintoul kot g. Darcy.
- Leta 1940 je bil posnet črno-bel film zgodbe, v katerem Greer Garson igra Elizabeth, Laurence Olivier pa igra g. Darcyja.
- Leta 2008 so bile posnete televizijske miniserije Lost in Austen.